# Minas Avetisjan
Minas Avetisjan (Armeens: Մինաս Ավետիսյան) (Dzjadzjoer, 20 juli 1928 – Jerevan, 24 februari 1975) was een Armeens kunstschilder. Hij stond met name bekend om zijn miniaturen en bracht verder een twintigtal fresco's voort.

## Biografie
Avetisjan werd geboren in Dzjadzjoer in de huidige Armeense provincie Sjirak. In een ravijn nabij zijn geboorteplaats vond er tijdens de Armeense genocide van 1915 een grote slachting plaats, die een grote invloed op hem heeft gehad vanwege de verhalen die er tijdens zijn jeugd over werden verteld. Later schilderde hij er aantal belangrijke historische werken over.
Hij studeerde van 1952 tot 1954 aan het Instituut voor Schone Kunsten en Theater in Jerevan en aansluitend aan de Academie voor Schone Kunsten in Leningrad (Sint-Petersburg) en specialiseerde zich in miniaturen en Armeense kunst. Martiros Sarian wordt wel zijn spirituele vader genoemd, omdat hij de weg voorzette waar Sarian was opgehouden en hij de Armeense schilderkunst een nieuwe periode van bloei bezorgde. Zowel tijdens zijn studie als erna reisde hij uitgebreid door Armenië om historische monumenten te bekijken. In Leningrad studeerde hij in 1960 af en in hetzelfde jaar hield hij zijn eerste expositie.
Zijn doorbraak kwam in 1962 tijdens de expositie Vijf Artiesten. Deze werd door meerdere kunstkenners bezocht en hij kreeg lovende kritieken, onder meer van de Franse kunstenaar Jean Lurçat die hem een rivaal van de beste Franse schilders noemde.
Zijn stijl is traditioneel te noemen en ligt in lijn met de nationale schildertradities, waarbij zijn originaliteit naar voren komt door het gebruik van expressie zoals hij die vond in werk van oude miniaturisten. Hij behoort tot de Armeense schilders die kleur terugbrachten in hun schilderijen. Tussen 1960 en 1975 bracht hij vijfhonderd schilderijen, twintig grote fresco's en projecten voor een tiental theatervoorstellingen voort.
Terwijl Avetisjan in de nacht van 1 januari 1972 op bezoek was bij familie in Dzjadzoer, vatte zijn atelier vlam en ging een belangrijk deel van zijn collectie verloren, waaronder het topstuk De weg: een herinnering aan mijn ouders dat hij medio jaren zestig had geschilderd. Van een aantal verwoeste doeken zijn nog wel foto's bewaard gebleven. Zijn creativiteit kwam volledig tot stilstand en na een periode van shock begon hij weer te schilderen. In die periode bracht hij een aantal bijzondere doeken voort, zoals Lavash bakken en Meditatie, beide uit het jaar van de brand.

## Overlijden
Hij overleed op 24 februari 1975 na te zijn aangereden door een auto.

## Nalatenschap
In 1982 werd het Minas Avetisyan-museum opgericht in zijn geboorteplaats Dzjadzoer. Het museumgebouw werd verwoest na de aardbeving in Armenië in 1988. In 2003 heropende het museum na reconstructie en omvatte ook de collectie van de Yerevan-studio van Avetisyan.